# Fairyland
《fairyland》（夢遊仙境）是日本歌手濱崎步第36張單曲，2005年8月3日於日本發售。

## 說明
- 本張單曲共分為「CD+DVD」、「CD ONLY」兩個型態，並首次採用兩款不同封面。
- 濱崎步於當年12月31日的「NHK紅白歌合戰」登場演唱《fairyland》。
- 濱崎步遠赴夏威夷拍攝《fairyland》的MV，這支MV製作經費高達2億4千萬日幣，是濱崎步所有MV當中耗用經費最多的，亦是日本史上耗資最多的MV。
- 由於本作的c/w曲《alterna》也搭配商業搭配宣傳，故ORICON以《fairyland c/w alterna》此種類似2A面單曲的寫法來表示。
- 《fairyland》和c/w曲《alterna》其後收錄於2006年1月1日發售的第七張原創專輯《(miss)understood》當中，《fairyland》同時收錄於2007年2月28日發售的精選集《A BEST 2 -WHITE-》和2008年發售的單曲精選輯《A COMPLETE ～ALL SINGLES～》當中。
- 本作收錄前作單曲《STEP you》之混音版本。
- 次作《HEAVEN》收錄本作c/w曲《alterna》之管絃版本。

## 收錄歌曲
全曲作詞：濱崎步

### CD
1. fairyland "original mix"
作曲：tasuku / 編曲：HΛL
日本「カメリア鑽石」廣告歌曲
日本電視台「音樂戰士 MUSIC FIGHTER」8月主題曲
日本電視台「スポーツうるぐす」印象歌曲
日產自動車「X-TRAIL CUP」主題曲
2. alterna "original mix"
作曲：Shintarou Hagiwara & Sousaku Sasaki / 編曲：CMJK
Panasonic數位相機「LUMIX FX8」廣告歌曲 (由本人演出)
3. STEP you "DJ TAKI-SHIT More Step Up Remix"
4. fairyland "Bright Field mix"
5. fairyland "original mix -Instrumental-"
6. alterna "original mix -Instrumental-"

### DVD
1. fairyland (Music Clip)
2. alterna (Music Clip)
3. fairyland (Hawaii Making Photo Clip)